# Васильково (Невельский район)
Васильково — деревня в Невельском районе Псковской области России. Входит в состав Плисской волости.

## География
Расположена недалеко от города Невель, в 5 км к западу от озера Каратай, в 9 км к северу от райцентра, города Невель, и в 1 км к югу от деревни Андропово.

## Население
| 2001 | 2002 | 2010 |
| ---- | ---- | ---- |
| 12   | ↘7   | →7   |

Численность населения деревни по оценке на начало 2001 года составляла 12 человек.